# Amer
Amer este o localitate în Spania în comunitatea Catalonia în provincia Lleida. În 2006 avea o populație de 2.258 locuitori.